# Episodi di The Middle (nona stagione)
La nona e ultima stagione della serie televisiva The Middle, composta da 24 episodi, è stata trasmessa dal canale statunitense ABC dal 3 ottobre 2017 al 22 maggio 2018.
In Italia la stagione è stata trasmessa su Joi, ex canale a pagamento della piattaforma Mediaset Premium, dall'11 luglio al 26 settembre 2018. In chiaro è andata in onda dal 1º dicembre al 18 dicembre 2020 su Italia 1.
| nº | Titolo originale                     | Titolo italiano                   | Prima TV USA     | Prima TV Italia   |
| -- | ------------------------------------ | --------------------------------- | ---------------- | ----------------- |
| 1  | Vive La Hecks                        | Vive la Heck!                     | 3 ottobre 2017   | 11 luglio 2018    |
| 2  | Please Don't Feed the Hecks          | Il baratto                        | 10 ottobre 2017  | 11 luglio 2018    |
| 3  | Meet the Parents                     | Ti presento i miei!               | 17 ottobre 2017  | 18 luglio 2018    |
| 4  | Halloween VIII: Orson Murder Mystery | Misterioso omicidio a Orson       | 24 ottobre 2017  | 18 luglio 2018    |
| 5  | Role of a Lifetime                   | Nozze d'argento                   | 31 ottobre 2017  | 25 luglio 2018    |
| 6  | The Setup                            | Sistemarsi a vicenda!             | 7 novembre 2017  | 25 luglio 2018    |
| 7  | Thanksgiving IX                      | Il giorno del ringraziamento IX   | 14 novembre 2017 | 1º agosto 2018    |
| 8  | Eyes Wide Open                       | Il silenzio degli Heck!           | 21 novembre 2017 | 1º agosto 2018    |
| 9  | The 200th                            | Tre atti di coraggio!             | 5 dicembre 2017  | 8 agosto 2018     |
| 10 | The Christmas Miracle                | Il miracolo di Natale             | 12 dicembre 2017 | 8 agosto 2018     |
| 11 | New Year's Revelations               | Rivelazioni dell'anno nuovo       | 2 gennaio 2018   | 15 agosto 2018    |
| 12 | The Other Man                        | Una cosa tra noi!                 | 9 gennaio 2018   | 15 agosto 2018    |
| 13 | Mommapalooza                         | Mammapalooza                      | 16 gennaio 2018  | 22 agosto 2018    |
| 14 | Guess Who's Coming to Frozen Dinner  | Lezioni di economia               | 6 febbraio 2018  | 22 agosto 2018    |
| 15 | Toasted                              | Baciami il drago!                 | 27 febbraio 2018 | 29 agosto 2018    |
| 16 | The Crying Game                      | Lavoro nuovo, vecchio ufficio!    | 13 marzo 2018    | 29 agosto 2018    |
| 17 | Heck vs. Glossners: The Final Battle | Heck vs. Glossner: Scontro finale | 20 marzo 2018    | 5 settembre 2018  |
| 18 | Thank You For Not Kissing            | Grazie per non esservi baciati!   | 3 aprile 2018    | 5 settembre 2018  |
| 19 | Bat Out of Heck                      | Non è la Bat-Caverna!             | 10 aprile 2018   | 12 settembre 2018 |
| 20 | Great Heckspectations                | Il ballo di fine anno             | 1º maggio 2018   | 12 settembre 2018 |
| 21 | The Royal Flush                      | Lo sciacquone reale!              | 8 maggio 2018    | 19 settembre 2018 |
| 22 | Split Decision                       | Verdetto ai punti                 | 15 maggio 2018   | 19 settembre 2018 |
| 23 | A Heck of a Ride                     | Quiz a premi!                     | 22 maggio 2018   | 26 settembre 2018 |
| 24 | A Heck of a Ride                     | L'ultimo viaggio                  | 22 maggio 2018   | 26 settembre 2018 |

## Curiosità
L'episodio Mammapalooza è dedicato all'attore Jerry Van Dyke, scomparso il 5 gennaio 2018, che nella serie televisiva ha interpretato il padre di Frankie fin dalla prima stagione.